# 咬狗
咬狗，是台灣雲林縣斗六市東部與林內鄉南部的一個傳統地域名稱。相較於今日行政區，其範圍大致包括斗六市的榴南里東南部、湖山里不含東南端，以及林內鄉的湖本村、九芎村東部邊界地帶南段、林茂村中部及南部。

## 歷史
台灣清治末期至日治初期，咬狗地區為一街庄，稱為「咬狗庄」，隸屬於斗六堡。該庄西北與九芎林庄為鄰，北與林內庄為鄰，東與鯉魚尾庄為鄰，南邊為棋盤厝庄，西南邊為內林庄，西邊為石榴班庄。
1901年（日治明治三十四年）11月，全台廢縣廳改設二十廳，該庄隸屬於斗六廳。1903年（明治三十六年）6月，該庄編入「菜公區」，隸屬於斗六廳。1909年（明治四十二年）10月，合併二十廳為十二廳，菜公區改隸屬於嘉義廳。1920年（大正九年），全台地方制度大改正，廢十二廳改設五州二廳，該庄改制為「咬狗」大字，隸屬於臺南州斗六郡斗六街。
戰後斗六街改制為斗六鎮，隸屬於臺南縣，大字亦改制為里。1946年8月，劃撥原屬斗六鎮之林內、九芎林、烏塗子三個大字及咬狗大字北半部，合併原屬莿桐鄉之新庄仔大字東半部，獨立組成林內鄉，里亦改制為村。自此，咬狗地區南北分屬於斗六市、林內鄉。1950年10月，雲、嘉、南分治，斗六市、林內鄉均改隸屬雲林縣。

## 聚落
本地區發展較早的聚落有咬狗、檨仔坑、楓樹湖、湖山藔等，在日治期初期的官方地圖上已有記載。此外，本地區尚有湖本、建興等聚落。

## 交通
國道3號又稱「福爾摩沙高速公路」，是貫穿台灣西部的兩條縱向高速公路之一，大致以西北微北—東南微南走向轉北向南蜿蜒經過咬狗地區西部凸出部分。境內未設交流道，但在西北部邊界外不遠的省道台3線交會處設有斗六交流道。由此可快速前往台灣南北各地。
省道台3線（大同路）俗稱「內山公路」，是臺北至屏東的幹道，大致以東北—西南走向經過本地區西北部邊界外不遠處。由該道路向東北可前往林內市區、竹山、名間、南投等地；向西南可經斗六轉南前往古坑、梅山、竹崎等地。
鄉道雲67線（民族路、三權路）是重興至湖本的道路，其東南側端點位於本地區中部偏西北湖本聚落的鄉道雲218線路口。由此向西北微北直行，出境後可前往九芎林、烏塗子中西部、新庄子的芎蕉腳（重興）聚落並止於縣道154號路口。
鄉道雲67-1線是九芎林至楓樹湖的道路，其南側端點位於本地區西部邊界地帶中央偏北處的鄉道雲218線路口，也就是國道3號高架橋下東側。由此向北轉北北西出境後，轉北北東經石榴班東北端、九芎林南端東側後再度入境並沿邊界內緣而行，出境後可前往九芎林並止於鄉道雲67線路口（接近省道台3線路口）。
鄉道雲213線（楓湖路、湖山路）是湖山至東和（溪邊厝）的道路，其東北側端點位於本地區西部偏北的鄉道雲218線路口。由此南南西轉南南東蜿蜒而行，經楓樹湖聚落後轉南南西蜿蜒而行，經國道3號高架橋下、咬狗聚落後出境。可前往內林、棋盤厝西北端、新庄、溪邊厝與菜公交界地帶、溪邊厝並止於鄉道雲201線路口。
鄉道雲214線是斗六至檨仔坑的道路，其東側端點位於本地區南部的檨仔坑聚落東側的玉當山廟前。由此向西南西轉北再轉北北西再轉西北蜿蜒而行，出境後可前往內林、菜公東北部、林子頭北部並止於縣道149甲線舊線（成功路）路口（位於斗六市區東南側）。
鄉道雲218線是石榴班至湖本的道路，其東側端點位於本地區中部偏北的湖山寮聚落。由此向西蜿蜒而行，經鄉道雲67線終點路口、鄉道雲213線起點路口、鄉道雲67-1線終點路口、國道3號高架橋下後出境，可前往石榴班並止於省道台3線路口暨鄉道雲55線轉角路口。

## 學校
- 環球技術學院

## 廟宇
- 湖山寺
- 保坑大將軍